# 1845 в Україні

## Пам'ятні дати та ювілеї
- 17 серпня — 600 років тому (1245) відбулась Ярославська битва між військами галицько-волинських князів Данила і Василька Романовичів з одного боку і силами угорців, поляків та галицької боярської опозиції з іншого.
- 50 років з дня проведення Треттого поділу Речі Посполитої у 1795 році.

### Видатних особистостей
- 24 серпня — 100 років від дня смерті найвідомішого із опришківських ватажків у Карпатах Олекси Довбуша (1700—1745).

## Події
- 6 січня — У Переяславі у маєтку свого друга Андрія Козачковського Тарас Шевченко закінчив написання «Заповіту».

## Особи

### Народились
- 21 січня — Косач Олена Антонівна, українська письменниця, громадська діячка.
- 23 січня — Калужняцький Омелян Ієронімович, руський науковець (філолог, славіст, палеограф, фольклорист) і громадський діяч на Буковині.
- 2 лютого — Пулюй Іван Павлович, український фізик і електротехнік, ректор Німецької вищої технічної школи в Празі.
- 1 березня — Піроцький Федір Аполлонович, український інженер, винахідник першого у світі трамваю на електричній тязі.
- 7 березня — Мочутковський Йосип Йосипович, український та російський епідеміолог, інфекціоніст, невропатолог, бальнеолог, професор, доктор медицини.
- 11 березня — Єрмаков Василь Петрович, доктор чистої математики, заслужений професор Київського університету (1890), член-кореспондент Петербурзької академії наук (1884).
- 13 березня — Бєлелюбський Микола Аполлонович, інженер — будівник мостів, вчений в галузі будівельної механіки, мостобудівництва та будівельних матеріалів, професор Петербурзького інституту інженерів шляхів сполучення.
- 16 березня — Андрієвський Олексій Олександрович, український педагог, історик, літератор, публіцист, археограф і громадський діяч.
- 8 квітня — Катеринич Вадим Петрович, київський архітектор, інженер, полковник.
- 15 травня — Мечников Ілля Ілліч, ембріолог, фізіолог і патолог, Нобелівський лауреат (1908).
- 26 травня — Федорович Володислав Іванович, український галицький земельний магнат, публіцист, культурно-просвітницький, громадсько-політичний діяч, меценат, дійсний член НТШ.
- 2 червня — Пігуляк Юстин Григорович, український живописець та портретист, громадський діяч Буковини.
- 14 червня — Лучицький Іван Васильович, український і російський історик-медієвіст. Член Історичного товариства імені Нестора-Літописця, член-кореспондент Петербурзької АН (обрано 13 грудня 1908 року).
- 7 серпня — Руберовський Микола Олексійович, український філолог, лексикограф і педагог, автор «Словника малоруського наріччя» — найбільшого з дорадянських українсько-російських словників, що містить понад 100000 реєстрових слів.
- 2 вересня — Рудченко Іван Якович (Іван Білик), український фольклорист, етнограф, письменник, перекладач, літературний критик, старший брат і співавтор Панаса Мирного.
- 9 вересня — Ломницький Мар'ян Алоїз, галицький науковець-натураліст, автор каталога жуків Галичини (1884 р.) та ґеологічного атласу Галичини (1905 р.).
- 29 вересня — Карпенко-Карий (Тобілевич) Іван Карпович, український драматург, автор п'єс «Бурлака», «Сто тисяч», «Хазяїн», «Наймичка», «Безталанна», «Сава Чалий», актор, режисер, театральний діяч.
- 8 жовтня — Кирпичов Віктор Львович, засновник і перший директор Харківського технологічного інституту (1885–1898), засновник і перший директор Київського політехнічного інституту (1898–1902), Почесний член Російського технічного товариства, засновник і голова Південноросійського товариства технологів, у подальшому — почесний його член (1895—1898).
- 18 жовтня — Медвецький або Медведський Юліан, вчений та педагог. Перший ректор Національного університету «Львівська політехніка» (1879/1880, також у 1884/1885, 1887/1888) — на той час Політехнічної школи.
- 13 листопада — Гладилович Дем'ян Юрійович, галицький педагог, Голова Товариство імені Шевченка у Львові (1886—1887 та 1890—1892[1]), співзасновник «Діла» і товариства «Дністер».
- 16 листопада — Скадовський Микола Львович, український маляр.
- 6 грудня — Чоколов Микола Іванович, один з найбагатших промисловців Києва, купець 1-ї гільдії початку 1900-х років, гласний (депутат) Міської думи, ініціатор створення комерційного училища в Києві і приватних шкіл.
- 31 грудня — Лепкий Сильвестр Теодоровичукраїнський письменник, священик УГКЦ, громадсько-політичний, культурний діяч. Батько Богдана, Миколи та Левка Лепких.

1845 рік:
- Байкова Варвара Василівна, українська оперна і концертна співачка (мецо-сопрано, контральто).
- Вінцентій Горецький, архітектор.
- Камінський Федір Іванович, археолог та музеєзнавець.
- Савицький Омелян Михайлович, український педагог, громадський діяч, доктор філософії.
- Синцов Іван Федорович, геолог, у 1871—1900 професор Одеського університету (сьогодні — Одеський національний університет імені І. І. Мечникова).

### Померли
- 28 лютого — Анастасевич Василь Григорович, вітчизняний бібліограф, письменник і перекладач, видавець.
- 18 березня — Франц Мазох[2][3], доктор фармацевтики, професор медико-теоретичного навчання для хірургів кафедри хірургії, ректор Львівського Університету, почесний громадянин Львова.
- 11 квітня — Микола Нападієвич (також Микола Нападієвич фон Вєнцковський) — український правник, декан і ректор Львівського університету, почесний громадянин Львова.
- 24 травня — Ярковський Павло Йосипович, бібліотекар і бібліограф, один з перших бібліографів в Україні, бібліотекар Київського Університету (1832—1845 рр.).
- 27 травня — Інзов Іван Микитович, військовий діяч Російської імперії, генерал від інфантерії.
- 12 червня — Франциск Ксаверій Захар'ясевич, польський вірменин, римо-католицький єпископ, ректор Львівського університету в 1825—1826 академічному році, дієцезальний єпископ Тарновський (1836—1840), дієцезальний єпископ Перемишльський (1840—1845). У 1836—1840 роках був єпископом Тарновської дієцезії, а потім — дієцезальним єпископом Перемишльським (1840—1845). Похований на нині неіснуючому цвинтарі при вулиці Дворського в Перемишлі.
- 8 вересня — Штернберг Василь Іванович, український живописець-пейзажист і жанрист.

1845 рік
- Домбровський Василь Федорович, український історик, архівознавець, археограф.
- Полетика Василь Григорович, український історик, історіограф, джерелознавець, збирач документальних матеріалів з історії України XIV−XVIII ст., громадський діяч, засновник та попечитель навчальних та медичних закладів.

## Засновані, створені
- Грудень — таємне Кирило-Мефодіївське братство в Києві.
- Астрономічна обсерваторія Київського університету
- Феодосійська національна картинна галерея
- перебудована на хрещату Церква Благовіщення Пречистої Діви Марії (Коломия)
- Харлампіївський собор (Маріуполь)
- Збручівка

## Зникли, скасовані
- Вірменська церква (Луцьк)

## Видання, твори
- Заповіт (вірш) Тараса Григоровича Шевченка
- Наймичка (поема)
- Великий льох
- Єретик (поема)
- Автопортрет (Шевченко, серпень 1845)
- Андруші (Шевченко)
- Богданова церква у Суботові
- Богданові руїни в Суботові
- Брама в Густині. Церква св. Миколи
- В Густині. Трапезна церква
- В Густині. Церква Петра і Павла
- Верби в Андрушах
- Вознесенський собор в Переяславі (Шевченко)
- Кам'яні хрести в Суботові (Шевченко)
- Капличка (Шевченко)
- Комора в Потоках
- Михайлівська церква в Переяславі (Шевченко)
- Мотрин Монастир (картина)
- На околиці (Шевченко)
- Повідь (Шевченко)
- Сільське кладовище (Шевченко)
- У Василівці
- У В'юнищі
- Церква Покрови в Переяславі (Шевченко)
- Чигрин з Суботівського шляху
- Чигринський дівочий монастир (Шевченко)